# Occasional Swing Combo
Het Occasional Swing Combo, later bekend onder de naam OSC '66, was een band uit de jaren zestig die ontstond op de Rijkskweekschool in de stad Haarlem. Deze groep speelde aanvankelijk "swing", een vorm van Gipsy jazz in the stijl van "Quintette du Hot Club de France", een Frans jazzkwintet uit de jaren dertig met bekende jazzmusici als Django Reinhardt en Stéphane Grappelli. In 1961 won het Occasional Swing Combo onder meer de eerste prijs op het 'Dousadj Jazz Concours' in het Concertgebouw te Haarlem met onder anderen de bekende jazzpianist Cees Slinger (van het vroegere “Diamond Five”) als een van de juryleden. In de beginperiode genoten ze vooral populariteit op het middelbare-scholen circuit, sociëteiten etc. Later ontwikkelden zij zich tot een allround orkest en speelden onder meer pop, jazz, latin jazz enz. 
De volgende leden hebben door de jaren heen deel uitgemaakt van deze groep:
Rob Brasser, Egbert Beijk, Jan Gaandersen, Jaap Hartog, Wiebe Hartog, Huib van Kampen (oorspronkelijk Jokers, later Ekseption) Jules Klompe, Rick van der Linden (later Ekseption), Bert Nieborg & Peter Voogd.
In de beginperiode speelde de band voornamelijk in Noord-Holland maar na wat meer bekendheid verkregen te hebben ook in de rest van het land.
Na bijna 10 jaar hield de band aan het eind van de jaren zestig op met bestaan.